# Ooctonus isotomus
Ooctonus isotomus är en stekelart som beskrevs av Mathot 1969. Ooctonus isotomus ingår i släktet Ooctonus och familjen dvärgsteklar.
Artens utbredningsområde är:
- Belgien.
- Sverige.

Arten är reproducerande i Sverige. Inga underarter finns listade i Catalogue of Life.